# Цейдлер, Владимир Петрович
Владимир Петрович Цейдлер (1857—1914) — русский архитектор, академик архитектуры Императорской Академии художеств, автор проектов более 30 зданий в Санкт-Петербурге и других городах.

## Биография
Происходил из древней немецкой дворянской фамилии, переселившейся в Россию из Германии во время Семилетней войны. Владимир Петрович — внучатый племянник иркутского губернатора Ивана Богдановича Цейдлера (внук его единокровного брата — Михаила Богдановича). 
Отец Владимира Петровича — Петр Михайлович Цейдлер (1821–1873) в 1842 году окончил  юридический факультет Петербургского университета, а затем более 10 лет (1849–1860 гг.) преподавал русский язык в Гатчинском сиротском институте императора Николая I. В 1860 году П. М. Цейдлер переехал в Петербург, где вскоре приобрел репутацию педагога-просветителя и филантропа. 
Мать Владимира Петровича — Августа Андреевна, урожд. Рыхлевская (1830–1891), детская писательница, публиковавшаяся под псевдонимом А. Пчельникова.
Ученик Императорской Академии художеств (1876–1880). Его сокурсниками были Леонтий Николаевич Бенуа и Александр Иванович фон Гоген, дружба с которыми продолжалась всю жизнь. Получил медали Академии художеств: большая поощрительная (1878), малая серебряная медаль (1880), малая золотая медаль (1881) за «проект театра на 2000 человек в столичном городе». Звание классного художника 1-й степени (1882). Звание академика архитектуры (1866) за программу «Школа плавания и бани с ванной на реке, в южной полосе России».
Проживал в Санкт-Петербурге на (ныне — Чернышёвом переулке), дом 14.
Коллежский советник. Владелец села Большие Кемары (ныне — Перевозский район) Нижегородской губернии. Один из строителей ансамбля Новодевичьего монастыря в Санкт-Петербурге.
Работал в Главном управлении неокладных сборов и казенной продажи питий (1909), в Императорском человеколюбивом обществе, ответственный строитель зданий Всероссийской художественно-промышленной выставки 1896 г. в Нижнем Новгороде. Работал в Нижнем Новгороде старшим производителем работ в строительном управлении.
Жена (1912) — Пиленко Елизавета Дмитриевна (1862—1942, Ленинград), дочь генерала Дмитрия Васильевича Пиленко, бывшего начальника Черноморского военного округа.  Ее отец владел виноградниками в Анапе, где супруги часто гостили. В Анапе Цейдлер стал автором проекта каменной церкви.
Был похоронен на Новодевичьем кладбище в Санкт-Петербурге, участок 10 (по плану 1885). Надгробие не сохранилось.
Среди основных произведений в Петербурге: дом Капниста (1902), проект здания управления сберегательными кассами с жилыми флигелями (1910–1911), здание Санкт-Петербургского частного коммерческого банка (1910–1911), здание физико-математического факультета Высших женских курсов (1910–1911); построил несколько доходных домов (1890–1900-е). Здания Волжско-Камского банка (1894–1898), Городской думы (1902) в Нижнем Новгороде.

## Проекты

### Санкт-Петербург
- 1884 — Церковь пророка Илии на Новодевичьем кладбище[7]. Московский пр., 100[8]
- 1890 — Доходный дом. Радищева ул., 5-7[9]
- 1890—1899 — Усадебный комплекс Стенбок-Ферморов. Лахта. Лахтинский пр.[10][11]
- 1895 — Церковь преподобного Исидора Пелусиота в Воскресенском Новодевичьем монастыре[12]
- 1897, 1906, 1912—1913 — Здание табачной фабрики товарищества А. Н. Шапошникова. Бронницкая ул., 11[13]
- 1898—1900 — Доходный дом Э. Г. Шведерского, Каменноостровский пр. 32 — Б. Пушкарская ул. 47[14]
- 1898—1908 — Дом Изотовых, Рыбинская ул., 5[15]
- 1898—1908 — Дом Изотовых, Рыбинская ул., 7[16]
- 1899 — Доходный дом Илличевской (правая часть — перестройка), Рижский проспект, 12[17]
- 1900 — Здание Охтинского низшего механико-технического ремесленного училища, Республиканская ул., 39[18]
- 1900—1901 — Доходный дом А. А. Стенбок-Фермора, наб. Макарова 12[19]
- 1902 — Дом Капниста, Галерная улица, 51 — Английская наб., 50[20][21][22]
- 1903 — Доходный дом А. И. Цеховой, Каменноостровский пр. 8[23]
- 1904 — Доходный дом Э. Г. Шведерского, Б. Пушкарская ул. 45[24]
- 1904 — Павильон и трибуны ипподрома О-ва поощрения рысистого коннозаводства. Подъездной пер., 12 (не сохранились).
- 1906 — Памятник К. К. Гроту (один из авторов) (проспект Шаумяна, 44).
- 1906 — Доходный дом Ведомства учреждений Императрицы Марии. Кронверкский пр., 59[25]
- 1910—1911 — Дом А. И. Глуховского — Санкт-Петербургский частный коммерческий банк (перестройка), Невский пр., 1 — Адмиралтейский пр., 4[26][27]
- 1910—1911 — Министерство финансов. Сберкасса государственного банка и жилой дом, Фонтанки наб., 76[28]
- 1913—1914 — Здание Высших женских Бестужевских курсов[29], Средний пр. ВО, 41-43[30]
- Здание на Троицкой улице (теперь улица Рубинштейна, 16/6)
- Церковь благ. вел. кн. Александра Невского при Охтинском механикотехническом училище
- Церковь Благовещения Пресвятой Богородицы при Главном управлении государственными сберегательными кассами
- Церковь равноап. Марии Магдалины при Александро-Мариинском училище слепых.

### Нижний Новгород
- 1894—1896 — Музыкальный павильон на Всероссийской торгово-промышленной и художественной выставке.
- 1896 — здание Волжско-Камского банка, ул. Маяковского-Рождественская, 27.
- 1899—1903 — Здание городской Думы, ул Большая Покровская, 1.

### Москва

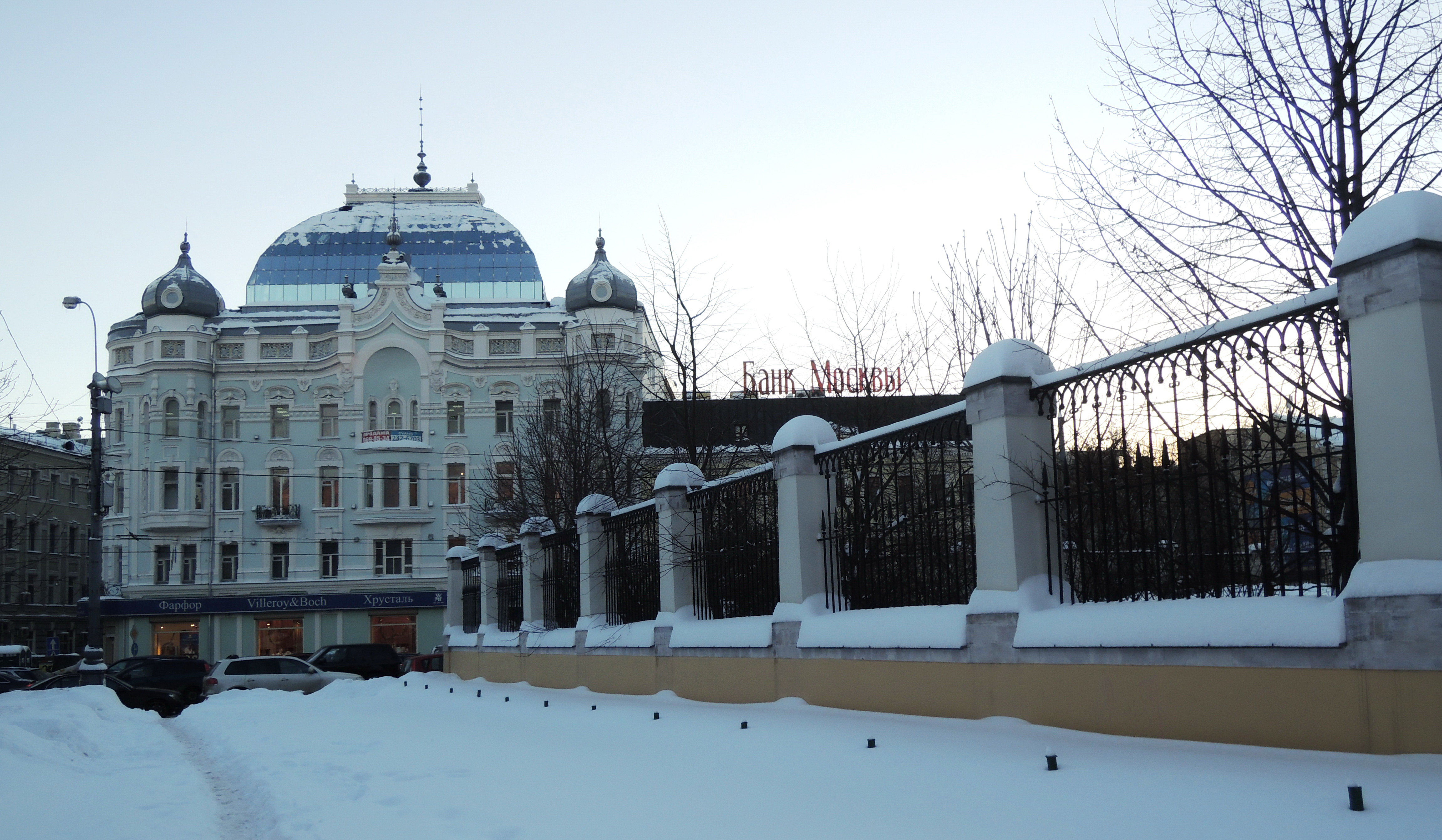
Дом на Большой Никитской

- Больница при губернской тюрьме, ул Малые Каменщики.
- Большая Никитская улица № 31/15 — доходные дома (1901—1903, архитекторы Николай Струков, В. П. Цейдлер

### Анапа
- Осиевская церковь.
- бюст Д. В. Пиленко в селе Джемете.
- дом Пиленко в селе Джемете.